# Boliviela delongi
Boliviela delongi är en insektsart som beskrevs av Nielson 1982. Boliviela delongi ingår i släktet Boliviela och familjen dvärgstritar. Inga underarter finns listade i Catalogue of Life.